# Заскале (Келецький повіт)
Заскале (пол. Zaskale) — село в Польщі, у гміні Стравчин Келецького повіту Свентокшиського воєводства.
У 1975-1998 роках село належало до Келецького воєводства.